# Veszélyzóna (film)
A Veszélyzóna (angolul: Brick Mansions) 2014-es francia–amerikai akciófilm, amelyet Camille Delamarre rendezett, a forgatókönyvet Luc Besson és Robert Mark Kamen írta. A B13 – A bűnös negyed című film remake-je. A főszerepben Paul Walker, David Belle és RZA látható. A film általánosságban negatív véleményeket kapott a kritikusoktól. A Metacritic oldalán a film értékelése 40% a 100-ból, ami 28 véleményen alapul. A Rotten Tomatoeson a Veszélyzóna 26%-os minősítést kapott, 88 értékelés alapján. Paul Walker tragikus halálát követően ez az egyik utolsó befejezett filmje, másik a Halálos iramban 7. (2015).
Az Amerikai Egyesült Államokban 2014. április 25-én mutatták be, Magyarországon egy nappal hamarabb szinkronizálva, április 24-én a Big Bang Media forgalmazásában.

## Történet
|  | Alább a cselekmény részletei következnek! |

Egy disztopikus Detroitban a legveszélyesebb bűnözők a szebb időkből megmaradt, mára már elhagyatottá vált tégla telepeken élnek. Mivel a rendőrség nem tudta lecsökkenteni a bűnözést, épített egy hatalmas elhatároló falat a terület köré, hogy ezáltal megvédje a város többi részét. A beépített zsaru, Damien (Paul Walker) minden nap megküzd a korrupcióval. Lino (David Belle) számára minden nap egy küzdelem egy becsületes életmódért. Soha nem kellett volna az útjuknak kereszteződnie, de amikor a drogkirály Tremaine (RZA) elrabolja Lino barátnőjét, Damien, aki megfogadta, hogy megöli Tremaine-t az apja haláláért, vonakodva, de elfogadja a félelmet nem ismerő börtönviselt ember segítségét, így együtt kell megállítaniuk az összeesküvést és megakadályozniuk az egész város elpusztítását. Mindkét karakter nagy nehézségekkel néz szembe.
|  | Itt a vége a cselekmény részletezésének! |

## Szereplők
| Színész        | Szerep             | Magyar hang     |
| -------------- | ------------------ | --------------- |
| Paul Walker    | Damien Collier     | Király Attila   |
| David Belle    | Lino Duppre        | Csőre Gábor     |
| RZA            | Tremaine Alexander | Kálid Artúr     |
| Gouchy Boy     | K2                 | Törköly Levente |
| Catalina Denis | Lola               | Németh Borbála  |
| Ayisha Issa    | Rayzah             | Solecki Janka   |
| Richard Zeman  | Reno               | Jantyik Csaba   |